# Pennisetum centrasiaticum
Pennisetum centrasiaticum är en gräsart som beskrevs av Nikolai Nikolaievich Tzvelev. Pennisetum centrasiaticum ingår i släktet borstgräs, och familjen gräs. Inga underarter finns listade i Catalogue of Life.